# あべかすみ
あべ かすみ（1959年8月29日 - ）は、日本のリポーター。

## 来歴
埼玉県桶川市出身。文化服装古藤学園研究科を卒業後、服飾メーカーに就職。その後、結婚退職後、子育て中にイベント司会業をしていた際に、ワイドショー番組のスタッフに声を掛けられ、1988年に『午後は○○おもいッきりテレビ』にてレポーターデビュー。KOZOクリエイターズに所属している 。

## 出演番組

### 現在
テレビ
- テレビ朝生ワイド　す・またん!（読売テレビ）-火曜
- キャッチ！（中京テレビ）

ラジオ
- まるごと!エンタメ〜ション (STVラジオ)

### 過去
- 3時にあいましょう（TBS）
- 午後は○○おもいッきりテレビ（日本テレビ）
- スーパーワイド（TBS）
- ワイド!スクランブル（テレビ朝日）
- おめざめワイド（中京テレビ）
- 情報ライブ ミヤネ屋（読売テレビ）
- スーパーモーニング（テレビ朝日）
- 容疑者は8人の人気芸人（フジテレビ、2015年4月18日） - 雑誌記者 役
- ハピくるっ!（関西テレビ）（火曜）
- ニュース新発見 インサイト（RKBラジオ）－ 毎月第3金曜日
- 今日感テレビ（RKB毎日放送）
- キャッチ!（水曜）（中京テレビ）
- バイキングMORE（フジテレビ）
- キャスト (朝日放送テレビ)

## 関連リンク
- 所属レポーター あべかすみ
- あべかすみ (@Kasumindayo) - X（旧Twitter）